# Teories de l'aprenentatge
Les teories de l'aprenentatge pretenen descriure els processos mitjançant els quals tant els éssers humans, com els animals aprenen. Nombrosos psicòlegs i pedagogs han aportat sengles teories en la matèria.
Les diverses teories ajuden a comprendre, predir i controlar el comportament humà, elaborant al seu torn estratègies d'aprenentatge i tractant d'explicar com els subjectes accedeixen al coneixement. El seu objecte d'estudi se centra en l'adquisició de destreses i habilitats en el raonament i en l'adquisició de conceptes.
L'estudi de les teories de l'aprenentatge; d'una banda ens proporcionen un vocabulari i una armadura conceptual per interpretar diversos casos d'aprenentatge. D'altra banda ens suggereixen on buscar solucions per als problemes pràctics; encara que elles no ens donen solucions, però dirigeixen la nostra atenció cap a certes variables que són fonamentals per trobar la solució. (De la Mora, 1979)
Gairebé totes les teories tenen una base filosòfica-psicològica, han pogut ser adaptades, per aconseguir imitar les seves tendències en el camp pedagògic, podent així traslladar-les a l'aula, i posant en pràctica. (Baggini, 2008).
Segons Lakatos (1978), una teoria és millor que una altra quan reuneix aquestes condicions:
- Aconsegueix una disminució de contingut empíric pel que fa a la teoria anterior, és a dir, prediu fets que aquella no predeia.
- Explica amb el mateix o més èxit tot allò que la teoria anterior explicava.
- Aconsegueix corroborar empíricament almenys una part del seu excés de contingut.

Segons De la Mora (1979) les funcions de les teories de l'aprenentatge són:
- Realitzar una anàlisi més profunda sobre alguns dels aspectes d'aprenentatge més dignes de ser investigats.
- Resumir una gran quantitat de coneixements sobre les lleis de l'aprenentatge en un espai relativament curt.
- Explicar en forma creativa “què” és l'aprenentatge i “per què” actua com ho fa. Busquen proporcionar una comprensió bàsica sobre l'aprenentatge.

Per tant, el que caracteritza una bona teoria en la terminologia és la seva capacitat per predir i incorporar nous fets, front aquelles altres teories que es limiten a explorar el ja conegut. Un programa pot ser progressiu teòricament quan realitza prediccions noves encara que no siguin corroborades o empíricament quan corrobora a alguna de les prediccions. Un programa progressiu pot deixar de ser-ho quan esgota la seva capacitat predictiva i es mostra incapaç d'estendre's cap a nous dominis si aconsegueix fer noves prediccions parcialment corroborades.
Lakatos (1978) pensa que una nova teoria s'imposarà sobre una altra vigent, quan a més d'explicar tots els fets rellevants que aquesta explicava, s'enfronti amb èxit a algunes de les anomalies de les quals la teoria anterior no podrà tenir en compte.
Les teories de l'aprenentatge conformen un variat conjunt de marcs teòrics que sovint comparteixen aspectes i qüestions o fins i tot, suposen postulats absolutament contradictoris.

## Evolució
Els estudis sobre les teories de l'aprenentatge no han seguit en el seu desenvolupament una evolució paral·lela als de l'aprenentatge. Tant el terme aprenentatge com el de teoria resulten difícils de definir per aquest motiu no coincideixin els autors en les definicions d'aprenentatge ni en les teories.
Inicialment no existia preocupació per elaborar teories sobre l'aprenentatge.
Cap a 1940 sorgeix una preocupació teòrica caracteritzada per l'esforç a construir aplicacions sistemàtiques que donessin unitat als fenòmens de l'aprenentatge i així van començar a aparèixer sistemes i teories de l'aprenentatge, encara que el terme teoria va ser emprat amb poc rigor.
Al començament de la dècada 1950-1960 sorgeix un canvi en els estudis sobre les teories de l'aprenentatge, davant el fet que gran part dels sistemes de l'etapa anterior no complien una de les funcions de tota la teoria, com és la de totalitzar i concloure lleis.
Amb la finalitat d'oferir una base empírica sòlida els estudis actuals sobre l'aprenentatge se centren, més que a elaborar teories, a aconseguir descripcions detallades de la conducta en situacions concretes.

## Constructivisme
El constructivisme és una actitud docent que es refereix a la permanent intenció del mestre dirigida al fet que l'alumne aprengui. No hi ha en si cap teoria que expliqui clarament als professors què fer amb alumnes desmotivats, amb poc rendiment i que les seves avaluacions són pobres o, en altres ocasions, presenten un ritme de treball accelerat. L'únic que pot resoldre la situació interna de l'aula és el mestre en comptar amb una gran quantitat d'estratègies, producte de diverses teories, la qual cosa dona un enorme estatus com a integrador o articulador dinàmic d'aquesta complexa realitat.
El mestre que es comporta de forma constructiva a l'aula compta amb tres característiques molt importants:
- Se centra en l'aprenentatge perquè és un creador de condicions propícies perquè l'alumne aprengui.
- Vincula els temes o continguts del programa a les necessitats, interessos o experiències properes a l'alumne.
- Aconsegueix que l'alumne gaudeixi l'aprenentatge i es torni autodidacta.

El concepte constructivisme està alimentat per diversos paradigmes, els quals són coneguts com les teories clàssiques de l'aprenentatge, en les quals es considera a l'alumne com a responsable de construir aprenentatge i al professor com al que col·loca la bastimenta, dona la guia o l'orientació perquè això succeeixi.

### Teoria del conductisme
El conductisme és un corrent de la psicologia el pare de la qual és John Broadus Watson, i que consisteix a usar procediments experimentals per analitzar la conducta, concretament els comportaments observables, i nega tota possibilitat d'utilitzar els mètodes subjectius com la introspecció. Es basa en el fet que davant un estímul succeeixi una resposta, l'organisme reacciona davant un estímul del medi ambient i emet una resposta. Aquest corrent considera com a únic mitjà d'estudi, l'observació externa a causa que es realitzava en laboratoris, buscant aïllar variables per obtenir la conducta desitjada, consolidant així una psicologia científica. El conductisme té el seu origen en el socialisme anglès, el funcionalisme nord-americà i en la teoria de l'evolució de Charles Darwin, ja que aquests corrents es fixen en la concepció de l'individu com un organisme que s'adapta al medi (o ambient).

#### Història i evolució
El conductisme com a disciplina científica aplicada a la comprensió i tractament dels problemes psicològics se situa al començament del segle xx. Com ja hem dit, Watson va ser el primer que va treballar amb el conductisme. En aquells temps, l'estudi se centrava en els fenòmens psíquics interns mitjançant la introspecció, mètode molt subjectiu. Però Watson no es fiava d'aquests estudis, ja que pensava que aquesta matèria no podia ser objecte d'estudi pel fet de no ser observable. Aquest enfocament estava molt influït per les recerques dels fisiòlegs russos Ivan Pàvlov i Vladímir Békhterev sobre el condicionament animal. Pávlov, considerava que els actes de la vida no eren més que reflexos, i Békhterev s'interessava especialment pels reflexos musculars.
Podem distingir dos aspectes en el conductisme de Watson:
- El conductisme metafísic: sostenia que la ment no existeix i que tota activitat humana, més pensaments i emocions, es poden explicar a través de moviments musculars o secrecions glandulars.
- D'altra banda Watson negava el paper de l'herència com a factor que determina el comportament, ja que considerava que la conducta s'adquireix gairebé exclusivament mitjançant l'aprenentatge.

Watson va proposar un mètode per a l'anàlisi i modificació de la conducta, ja que per a ell, l'únic objecte d'estudi vàlid per a la psicologia era la conducta observable, per això únicament va utilitzar procediments objectius com les ciències naturals, per a l'estudi dels comportaments humans. D'aquesta manera, va assentar les bases del que avui coneixem com a «conductisme metodològic». Actualment el conductisme no es limita a l'estudi de fenòmens observables sinó que també inclou successos interns (pensaments, imatges), es manté la relació de les teories de la conducta amb l'enfocament experimental.
A partir de la dècada de 1930 es va desenvolupar als Estats Units el «condicionament operant», com a resultat dels treballs realitzats per B. F. Skinner i col·laboradors. Aquest enfocament és semblant al de Watson, segons el qual ha d'estudiar-se el comportament observable dels individus en interacció amb el medi que els envolta. Skinner, això no obstant, es diferencia de Watson en el fet que els fenòmens interns, com els sentiments, havien d'excloure's de l'estudi, sostenint que havien d'estudiar-se pels mètodes científics habituals i donant més importància als experiments controlats tant amb animals com amb éssers humans. Les seves recerques amb animals, centrades en el tipus d'aprenentatge (condicionament operant o instrumental) que ocorre com a conseqüència d'un estímul provocat per la conducta de l'individu, van provar que els comportaments més complexos com el llenguatge o la resolució de problemes, podien estudiar-se científicament a partir de la seva relació amb les conseqüències que té per al subjecte.
En la dècada de 1950 sorgeixen en diferents llocs i com a resultat del treball d'investigadors independents, corrents de pensament que després confluiran. Un d'ells, mitjançant «les neurosis experimentals», va establir l'important principi de la inhibició recíproca.
A partir dels anys seixanta, es desenvolupa l'«aprenentatge imitatiu» o observacional que estudia sota quines condicions s'adquireixen, o desapareixen, comportaments mitjançant el procés d'imitació: l'individu apareix com un mediador entre l'estímul i la resposta.
Els següents punts descriuen algunes de les característiques de mestres centrats en el conductisme:
- Espera que l'alumne compleixi amb tots els treballs, tasques i exercicis.
- Tots els estudiants han d'estar degudament asseguts, callats i parant esment cap al mestre.
- Els treballs en equip són escassos.
- Les activitats autònomes pràcticament no existeixen.
- El mestre roman al capdavant i difícilment monitoreja als seus alumnes de prop.
- Tots els alumnes fan el mateix al mateix temps.[2]

### Teoria de la Gestalt
En la teoria de la Gestalt el mestre tracta d'estimular als alumnes d'alguna o una altra manera en fer un acudit, treballar en equip, canviar d'activitat, sensibilitzant-se amb el seu estat d'ànim perquè els alumnes responguin de manera positiva a algun estímul. Aquesta teoria considera que l'ésser humà respon a l'estímul a través de la seva percepció.
Els següents punts descriuen algunes de les característiques de mestres centrats en la teoria de la Gestalt:
- Utilitza materials visuals que pot col·locar a la pissarra.
- Planeja les seves classes amb activitats dinàmiques, per exemple treball en equip, exposició de classe, etcètera.
- Utilitza pel·lícules o enregistraments relacionats amb els temes que s'estan donant a classe.[3]

Representants: Kurt Koffka, Wolfgang Köhler, Max Wertheimer, Abraham Maslow i Carl Rogers.

### Teoria de la consciència
La teoria de la consciència és la postura de la consciència humana on es valoren processos tals com la motivació, les emocions, els sentiments, etc. I d'altra banda es relaciona amb el nivell de consciència i la gestió de les emocions, la intuïció, la forma d'expressar-se o considerar l'edat de l'individu.
Els següents punts descriuen algunes de les característiques dels mestres centrats en la teoria de la consciència:
- Planejar les classes d'acord amb el caràcter de cadascun dels alumnes.
- Prendre en compte l'estat emocional dels alumnes en impartir la classe i modificar el necessari per adaptar-s'hi.
- Observar als alumnes prenent en compte situacions familiars transcendents per a ells.
- Fixar objectius de gestió emocional per a les sessions de classe.
- Entendre els seus propis sentiments i conduir als alumnes a conèixer, expressar i entendre el que senten.[4]

### Teories cognitives
Les teories cognitives, es focalitzen en l'estudi dels processos interns que condueixen a l'aprenentatge. S'interessa pels fenòmens i processos interns que ocorren en l'individu quan aprèn, com ingressa la informació a aprendre, com es transforma en l'individu, considera a l'aprenentatge com un procés en el qual canvien les estructures cognoscitives, a causa de la seva interacció amb els factors del medi ambient.
Aquestes teories, poden al seu torn classificar-se en:

#### Psicologia genètico-cognitiva
No és pròpiament una teoria sobre l'aprenentatge, ja que no arriba a parlar dels processos que utilitzen els subjectes en la resolució de tasques, però influeix en molts dels models instructius d'inspiració cognitiva,degut sobretot a la seva manera personal d'entendre la intel·ligència, centrat en l'anàlisi que fa de l'evolució de les estructures cognitives al llarg del desenvolupament del nen i al paper actiu que atorga a l'alumne en la construcció del coneixement.
Sent els seus representants Jean Piaget, Jerome Bruner, David Ausubel, Bärbel Inhelder.

#### Psicologia genètico-dialèctica
Aquesta és la idea d'un procés que involucra tant al que ensenya com a qui aprèn i no es refereix necessàriament a les situacions en les quals hi ha un educador físicament present. La presència d'un altre social pot manifestar-se per mitjà dels objectes, de l'organització de l'ambient, dels significats que impregnen els elements del món cultural que envolta a l'individu.
Representants: Vigotsky, Luria, Leontiev, Rubinstein, Wallon.

#### Teoria del processament d'informació
S'està consolidant un nou enfocament conegut com a “psicologia cognitiva” la representació més clara de la qual és el “processament de la informació”, basada en una analogia entre el funcionament de la ment humana i les computadores digitals. Aquest canvi d'orientació afecta a la major part dels camps de recerca en psicologia (memòria, atenció, intel·ligència, etc., aconseguint fins i tot l'estudi de la interacció social i de l'emoció).
Representants: Robert M. Gagné, Allen Newell, Herbert Alexander Simon, Mayer, Pascual, Leon Festinger.
1) El Constructivisme: en realitat cobreix un espectre ampli de teories sobre la cognició que es fonamenten en el fet que el coneixement existeix en la ment com a representació interna d'una realitat externa.
Jean Piaget considera que les estructures del pensament es construeixen, ja que res és donat al començament.
Piaget va denominar a la seva teoria “constructivisme genètic” on explica el desenvolupament dels coneixements en el nen com un procés de desenvolupament dels mecanismes intel·lectuals. Això ocorre en una sèrie d'etapes, que es defineixen per l'ordre constant de successió i per la jerarquia d'estructures intel·lectuals que responen a una manera integradora d'evolució.
Les etapes són les següents:

#### Etapa de pensament sensorio-motora: de 0 a 2 anys aproximadament
Comença amb el naixement, els elements inicials són els reflexos del nounat, els quals es van transformant en una complicada estructura d'esquemes que permeten que s'efectuïn intercanvis del subjecte amb la realitat, que proporcionen que el nen realitzi una diferenciació entre el “jo” i el món dels objectes.
Aquesta etapa va ser dividida per Piaget en sis subestadis:
- subestadi 1: La construcció del coneixement comença amb l'exercici dels reflexos innats (de 0 a 1 mes).
- subestadi 2: Desenvolupament dels esquemes per l'exercici i la coordinació (d'1 a 4 mesos).
- subestadi 3: El descobriment de processaments (de 4 a 8 mesos).
- subestadi 4: La conducta intencional (de 8 a 12 mesos).
- subestadi 5: L'exploració de nous mitjans (de 12 a 18 mesos).
- subestadi 6: La representació mental (de 18 a 24 mesos).

#### Etapa del pensament preoperatoriu: de 2 a 7 anys aproximadament
Es presenta amb el sorgiment de la funció simbòlica en la qual el nen, comença a fer ús de pensaments sobre fets o objectes no perceptibles en aquest moment.

#### Etapa d'operacions concretes: de 7 a 12 anys aproximadament
S'inicia quan el nen es troba possibilitat per a utilitzar intuïcions. Les operacions són concretes, ja que concerneixen directament a objectes concrets, i es considera una etapa de transició entre l'acció directa i les estructures lògiques més generals que apareixen en el període següent.

#### Etapa de les operacions formals: de 12 a 15 anys aproximadament
Es caracteritza per l'elaboració d'hipòtesi i el raonament sobre les proposicions sense tenir presents els objectes. Aquesta estructura del pensament es construeix en la preadolescència i és quan comença a combinar objectes sistemàticament.
Entorn del concepte d'ensenyament, pels piagetians hi ha dos tòpics complementaris: l'activitat espontània del nen i l'ensenyament indirecte.
2) Unes altres de les teories educatives cognitivistes és el Conexionísme. El conexionisme és fruit de la recerca en intel·ligència artificial, neurologia i informàtica per a la creació d'un model dels processos neuronals. La ment és una màquina natural amb una estructura de xarxa on el coneixement es troba en formes de patrons i relacions entre neurones i que es construeixen a través de l'experiència.
3) Una altra teoria derivada del cognitivisme és el postmodernisme. Pel postmodernisme, el pensament és una activitat interpretativa, més que la qüestió de crear una representació interna de la realitat o de representar el món extern el que es postula és com s'interpreten les interaccions amb el món de manera que tingui significat.
Els següents punts descriuen algunes de les característiques de mestres centrats en la teoria cognitiva:
- A la pregunta d'un alumne, el mestre no dona respostes, contesta amb una altra pregunta que ajudi l'alumne a trobar el que busca dins seu.
- El mestre sempre planifica les seves classes amb objectius clars que l'ajudin a formular intencions d'aprenentatge per als alumnes a cada moment.
- El mestre dissenya, per a una sola classe, diferents estratègies que permetin als alumnes treballar a diferents ritmes.
- El professor presenta situacions perquè els alumnes puguin deduir el coneixement, no dicta la classe i propicia que els alumnes formulin hipòtesis sense por d'equivocar-se.
- No es dicten definicions, es dedueixen de forma col·lectiva i posteriorment cadascun les marca amb les seves paraules en el seu quadern de notes. El mestre monitoreja que les definicions tinguin tots els elements oposats pel grup.[5]

## Tipus d'aprenentatge
- Aprenentatge per descobriment: Consisteix en l'adquisició de conceptes, principis o continguts a través d'un mètode de cerca activa, sense una informació inicial sistematitzada del contingut d'aprenentatge.
- Aprenentatge per assaig i error: Procés d'aprenentatge en el qual el subjecte enfrontat a una nova situació, no sap quin és la resposta correcta i comença emetent una variada gamma d'elles, fins que casualment executa la resposta correcta, després de la qual rep un reforçament positiu.
- Aprenentatge Innovador: Suposa, la capacitat de control dels esdeveniments que dirigeixen el rumb d'una societat. Els trets bàsics d'aquest aprenentatge són la participació i l'anticipació.
- Aprenentatge latent: Aprenentatge que té lloc en absència de reforçament o recompensa i que només es manifesta en la conducta o actuació en cas contrari roman latent quan apareix el reforçament
- Aprenentatge lector: Intervenen diverses variables; d'una banda, les que caracteritzen al mateix procés lector; per una altra, una sèrie d'aptituds en ell implicades que el nen ha de posseir abans d'iniciar l'aprenentatge.
- Aprenentatge de manteniment: Aquest aprenentatge es defineix com l'adquisició de criteris, mètodes i regles fixes per fer front a situacions conegudes i recurrents. Estimula la capacitat de resoldre problemes en el supòsit de problemes ja viscuts.
- Aprenentatge social: El terme d'aprenentatge social ha estat emprat globalment en la psicologia contemporània de dues maneres diferents, en virtut de l'extensió del concepte i de la seva vinculació a sistemes teòrics determinats. Per a molts autors, per aprenentatge social s'entén un conjunt d'aprenentatges que fan referència a conductes específiques i directament lligades a la vida social, com a hàbits socials, actituds, valors. Es tracta d'un ús genèric que no assenyala processos concrets, sinó l'àmbit en què es donen.
- Aprenentatge vicari: Aprenentatge que s'obtenen per l'observació de la conducta, conseqüències i processos d'un model. Es fonamenta en els processos imitatius complexos (integra dimensions cognitives i afectives). La identificació del subjecte que aprèn amb el model i les recompenses que aquest rep a conseqüència de la seva conducta són aspectes essencials en l'aprenentatge vicari.
- Aprenentatge continu vertical: Tipus d'aprenentatge realitzat per l'alumne, on són els processos mitjançant els quals codifica, transforma i reté la informació. Va de l'aprenentatge merament memorístic o repetitiu (un número de telèfon) a l'aprenentatge plenament significatiu.
- Aprenentatge significatiu: Es refereix a l'estratègia d'instrucció planificada per fomentar aquest aprenentatge, va de l'ensenyament purament receptiu (quan un mestre explica el que l'alumne ha d'aprendre) a l'ensenyament basat en el descobriment espontani de l'alumne (solució de problemes, laboratori).

## Situació actual de les teories de l'aprenentatge
- Teories associatives, associacionistes o del condicionament: Estan basades en l'esquema estímul-resposta i reforç-contigüitat.
- Teoria funcionalista: Conceben l'aprenentatge com el procés adaptatiu de l'organisme al medi mitjançant una sèrie d'activitats psíquiques o funcions dinàmiques.
- Teories estructuralistes: Expliquen l'aprenentatge com una cadena de processos interrelacionats dirigits a les formacions d'estructures mentals.
- Teories psicoanalítiques: Basades en la psicologia freudiana, han influït en les teories de l'aprenentatge elaborades per alguns conductistes com la teoria de les pressions innates.
- Teories no directives: Centren l'aprenentatge en el propi jo, i en les experiències que l'individu posseeix.
- Teories matemàtiques, estocàstiques: Es basen fonamentalment en la utilització de l'estadística per a l'anàlisi dels diferents estímuls (principalment socials) que intervenen en l'aprenentatge. Són molt nombrosos els estudis en aquest camp.
- Teories centrades en els fenòmens o en àrees i classes particulars de comportament, tals com curiositats, reforç, càstig, processos verbals, etc.: Aquesta tendència conjuntament amb les matemàtiques ha adquirit un gran impuls en l'actualitat.
- Teoria conductista o behaviorista: Interpreten la conducta humana sobre la base de la psicologia animal

## Autors més destacats en el tema

### Jean Piaget
La teoria de Piaget (1896-1980) tracta en primer lloc els esquemes. Al principi els esquemes són comportaments reflexos, però posteriorment inclouen opinions sobre el context social de l'aprenentatge tenen un impacte important en les actuals pràctiques educatives.

#### Treball
En els seus treballs, Piaget va distingir quatre estats del desenvolupament cognitiu del nen, relacionats amb activitats del coneixement.
Piaget va posar l'accent a comprendre el desenvolupament intel·lectual de l'ésser humà. Els seus estudis pràctics els va realitzar amb nens en les diferents etapes de desenvolupament.
Per a Piaget el desenvolupament intel·lectual és un procés de reestructuració del coneixement:
El procés comença amb una forma de pensar pròpia d'un nivell.
Algun canvi extern en la forma ordinària de pensar crea conflicte i desequilibri.
La persona resol el conflicte mitjançant la seva pròpia activitat intel·lectual essent aquest un desequilibri intel·lectual.
De tot això en resulta una nova forma de pensar i estructurar les coses, un estat de nou equilibri.

#### Obres
Entre les seves obres, destaquen:
El pensament i el llenguatge del nen (1926), Judici i raonament en el nen (1928), El naixement de la intel·ligència en el nen (1954), Sis estudis de psicologia (1964), Biologia i coneixement (1967) i Psicologia i pedagogia (1970).
Els treballs de Piaget sobre el desenvolupament cognoscitiu del nen van ser els més coneguts i reconeguts en la seva època, la seva teoria va deixar moltes inquietuds que servirien després a altres propostes sobre el desenvolupament cognitiu.

### Lev Vygotsky
Les idees de Vygotski (1896-1917) no coincidien amb les principals teories psicològiques europees, que eren conductistes i les seves eren reaccionologistes. En els últims 20 anys, ha augmentat la circulació i les traduccions dels textos de Vigotsky i aquests han tingut un profund impacte en els camps de l'Educació, la Lingüística i la Pedagogia.
Mentre Piaget deia que els nens donen sentit a les coses principalment a través de les seves accions en el seu entorn, Vigotsky va destacar el valor de la cultura i el context social, que veia créixer el nen a l'hora de fer-los de guia i ajudar-los en el procés d'aprenentatge.
La seva teoria va defensar sempre el paper de la cultura en el desenvolupament dels processos mentals superiors. La teoria de Vygotsky subratlla les relacions entre l'individu i la societat.
Vygotsky considerava que l'estudi de la psicologia era l'estudi dels processos canviants, ja que quan les persones responen a les situacions, les alteren. Una de les seves majors crítiques de la teoria de Piaget és que el psicòleg suís no donava suficient importància a la influència de l'entorn en el desenvolupament del nen. Es considerava a Vygotsky un dels primers crítics de la teoria del desenvolupament cognitiu de Piaget.
Les recerques i escrits de Vygotsky se centren en el pensament, el llenguatge, la memòria i el joc. Al final dels seus dies va treballar sobre problemes educatius.
L'obra de Vygotsky constitueix un exemple excepcional entre els més influents corrents actuals de la psicologia del desenvolupament cognoscitiu dels nens, en primer lloc perquè la seva obra va romandre virtualment ignorada a Occident fins a la dècada dels 60, la influència als Estats Units no va arribar bastant després de la seva mort, al1962.
La teoria de Vygotsky es demostra en aquelles aules on s'afavoreix la interacció social, on els professors parlen amb els nens i utilitzen el llenguatge per expressar allò que aprenen, on s'anima als nens perquè s'expressin oralment i per escrit i en aquelles classes on s'afavoreix i es valora el diàleg entre els membres del grup.

#### Treball
Segons Hernández Rojas (2006), per Vigotski existeixen dos tipus de funcions psicològiques, les primeres són les funcions elementals i són innates, les que tenim quan naixem, per exemple les de supervivència (la gana, la seguretat, la protecció del clima, el caminar) en segon lloc estan les funcions superiors que es formen a partir de la convivència amb els altres, es determinen conforme a la societat (com l'atenció, el llenguatge, la classificació i el seguiment d'instruccions). El llenguatge dona la construcció cognitiva (parla, pensament). Els processos psicològics superiors poden ser únicament adquirits a través de la interacció amb els altres.
Mitjançant la internalització, l'individu s'apropia de les eines culturals. La internalització consisteix en la reconstrucció interna d'una operació externa, procés que es duu a terme mitjançant les següents transformacions (Hernández Rojas, 2006):
- Una operació que inicialment representa una activitat externa, es reconstrueix i comença a succeir internament.
- Un procés interpersonal queda transformat en un altre intrapersonal.
- La transformació d'un procés interpersonal en un intrapersonal és el resultat d'una sèrie de successos evolutius. El procés, àdhuc sent transformat, continua existint i canvia com una forma d'activitat durant cert temps abans d'internalitzar-se definitivament.
En la teoria sociocultural de Vigotsky es conceptualitza la zona de desenvolupament pròxim, la qual fa referència a la distància entre el nivell real de desenvolupament, determinat per la capacitat de resoldre independentment un problema i el nivell de desenvolupament de potències, determinat a través de la resolució d'un problema sota la guia d'un adult o en col·laboració amb un altre company més capaç.
A més, Murphy, Scantlebury i Milne (2015) reprenen a Meira i Lerman que són els que aborden la zona de desenvolupament pròxim on emfatitzen en la interacció entre els actors o l'espai simbòlic per interactuar i comunicar-se, on l'aprenentatge guia al desenvolupament de les funcions superiors com són la reflexió, atenció, memòria lògica i formació de conceptes.

#### OBRES
El 1978 es van traduir i van publicar els seus assajos, “la ment en la societat”, i va aparèixer en llengua anglesa l'edició en sis volums de la seva obra completa.
Vygotsky va tenir un paper molt important en la psicologia, la seva teoria del desenvolupament infantil assenyala la importància de les relacions entre l'individu i la societat. El seu treball no va ser reconegut fins anys després de la seva mort. Les seves opinions sobre el context social de l'aprenentatge tenen un impacte important en les actuals pràctiques educatives.

### Frederic Skinner
Skinner basava la seva teoria en l'anàlisi de les conductes observables. Va dividir el procés d'aprenentatge en respostes operants i estímuls reforçants, la qual cosa va conduir al desenvolupament de tècniques de modificació de conducta a l'aula. Tractar la conducta en termes de reforçants positius (recompensa) contra reforçants negatius (càstig). Els positius afegeixen alguna cosa a la situació existent, els negatius aparten una mica d'una situació determinada. En els experiments amb els dos tipus de reforçants les respostes s'incrementaven.
Va inventar la caixa que porta el seu nom, sent estudiant a Harvard; va crear la primera d'aquestes caixes per facilitar l'estudi de la conducta d'alimentació de les rates.
Va desenvolupar els seus principis d'anàlisis de la conducta i va sostenir que era indispensable una tecnologia de canvi de conducta. Va atacar l'ús del càstig per canviar la conducta i va suggerir que l'ús de recompenses era més atractiu des del punt de vista social i pedagògicament més eficaç.
Skinner va adoptar les màquines de Pressey amb algunes modificacions perquè no estiguessin restringides a la selecció de respostes alternatives i va assegurar que el reforç intermitent i sovint de respostes correctes era la causa de l'alteració de la conducta. Per aquest motiu, va organitzar la instrucció en petites unitats anomenades marcs.
Després de cada marc que presentava informació a l'estudiant se li demanava que donés una resposta a una pregunta que es comparava amb la resposta correcta. Si coincidien, es donava un reforç. En vista que els errors no generaven reforços es tractaven d'evitar, la qual cosa s'aconseguia fent que els marcs fossin molt propers entre si.
El sistema de Skinner era completament basat en el condicionament operant. L'organisme està en procés d'“operar” sobre l'ambient, la qual cosa en termes populars significa que està irrompent constantment; fent el que fa. Durant aquest operar, l'organisme es troba amb un determinat tipus d'estímuls, anomenat estímul reforçador, o simplement reforçador. Aquest estímul especial té l'efecte d'incrementar l'operant (això és; el comportament que ocorre immediatament després del reforçador). Això és el condicionament operant: el comportament és seguit d'una conseqüència, i la naturalesa de la conseqüència modifica la tendència de l'organisme a repetir el comportament en el futur.(Gautier 1971).

#### Obres
The Behavior of Organisms (1938); Walden Two, una novel·la sobre la societat utòpica on la conducta de cada persona s'estableix mitjançant els principis del condicionament (1948); també va escriure la seva pròpia biografia, Particulars of my Life (1976); a la qual li va seguir una segona autobiografia The Shapping of a Behaviorist.
Per Skinner l'aprenentatge es donava per mitjà de reforços, ell suggeria els reforços positius, igual que Pavlov va cridar al reflex condicionat procés d'aprenentatge.

### Jerome Bruner
El 1960, Bruner va fundar el Centre d'Estudis Cognitius de la Universitat Harvard i li va donar un fort impuls a la psicologia cognitiva perquè fos considerada com a disciplina científica.
Bruner va mantenir la regla bàsica de la ciència: observar els fenòmens, i a partir d'aquesta observació, elaborar les conclusions.

#### Treball
Les teories de Bruner tenen com a punt de referència a Vygotsky i Piaget.
Per Piaget, el desenvolupament del llenguatge constitueix un subproducte del desenvolupament d'altres operacions cognitives no lingüístiques. Bruner pensa que aquesta teoria té el defecte que no establir una correlació entre el desenvolupament del llenguatge i el desenvolupament cognitiu.
Amb la psicologia soviètica té punts en comú, però el punt més fort d'unió entre la teoria de Vygotsky i la de Bruner, és que per a tots dos, la interacció i el diàleg són punts clau per a l'aprenentatge.
Comparteixen la idea que moltes de les funcions intrapersonals, tenen el seu origen en contextos interpersonals.
Molts teòrics procedents del camp de la ciència, també han tingut una enorme influència en el desenvolupament de la seva teoria.
La seva teoria és radicalment social, són les interaccions amb els adults les que constitueixen la clau que explicaria l'adquisició del llenguatge.
Per Bruner, el nen no adquireix les regles gramaticals partint del no-res, sinó que abans d'aprendre a parlar, aprèn a utilitzar el llenguatge en la seva relació amb el món. El llenguatge s'aprèn usant-lo de forma comunicativa, la interacció de la mare amb el nen és cosa que fa que es passi al camp lingüístic; en aquestes interaccions, es donen rutines en les quals el nen incorpora expectatives sobre els actes de la mare i aprèn a respondre a elles. Aquestes situacions repetides són anomenades formats.
El format més estudiat per Bruner ha estat el del joc, en el qual s'aprenen les habilitats socials necessàries per a la comunicació abans que existeixi el llenguatge. Els adults empren estratègies a les conductes del bebè i se situen per sobre del que li permeten les seves competències.
Aquest concepte és conegut com a bastiment i és una de les claus dins de les noves teories de l'aprenentatge.

#### Obres
Entre les seves obres destaquen:
A study of thinking (1956), The process of education (1960), Toward a theory of instruction (1966), Studies in cognitive growth (1966)
La postura que manté Bruner sobre els problemes de l'educació es pot resumir com: “si vols saber com aprenen els alumnes a l'aula, estudia'ls a l'escola i no perdis el temps estudiant coloms o rates”.
Bruner defensa la possibilitat que els nens vagin més enllà de l'aprenentatge per condicionament. Per Bruner el nen desenvolupa la seva intel·ligència a poc a poc en un sistema d'evolució, dominant primer els aspectes més simples de l'aprenentatge per poder passar després als més complexos.